# Prokopus
Prokopus ist eine Erzählung von Adalbert Stifter. Sie erschien im Erstdruck 1847. Weitere Fassungen, wie sie Stifter für viele andere Erzählungen anfertigte, existieren nicht. 

## Handlung
Die Handlung in Prokopus knüpft an jene der 1842 erschienenen Stifter-Erzählung Die Narrenburg an. Die Schauplätze von Die Narrenburg und Prokopus sind identisch. Die Handlung von Prokopus ist allerdings im 17. Jahrhundert angesiedelt – also etwa 200 Jahre früher als jene der Narrenburg. Im Mittelpunkt der Erzählung steht die Ehe des Grafen Prokopus und seiner Frau Gertraud. Die Erzählung beschreibt die Entfremdung der Eheleute voneinander, die sich über die Jahre einschleicht, obwohl beide auf das Äußerste bemüht sind, ihr gemeinsames Glück zu finden. Vor allem die Unfähigkeit von Prokopus, das Bedürfnis seiner Frau nach Eingebundenheit in die menschliche Gesellschaft zu erfüllen, machen dies unmöglich. Beide ziehen sich immer weiter zurück, so dass sie zunächst den emotionalen Kontakt zueinander und später auch zu ihren fünf Kindern verlieren. Die Erzählung endet schließlich tragisch mit dem Tod beider Protagonisten.

## Interpretation
Prokopus wird vor allem als ein Plädoyer Stifters für die seiner Meinung nach bestehende Notwendigkeit interpretiert, dass sich jeder Mensch mehr als ein Glied einer langen Ahnenreihe sieht und weniger als Individuum im Hier und Jetzt. In der Erzählung wird die Entfremdung der Eheleute immer wieder mit ihrer Missachtung der eigenen Vorfahren in Verbindung gebracht. Sowohl Prokopus als auch seine Frau Gertraud kümmern sich nicht um die in ihrem Wohnsitz – der Burg Rothenstein – zahlreich vorhandenen Hinterlassenschaften der Vorfahren, sondern lassen diese im Gegenteil verfallen. Gespiegelt wird dieses nach Stifters Ansicht verwerfliche Vorgehen an den Verhältnissen in einem nahe gelegenen Gasthof – der Grünen Fichtau –, in dem jeder Wirt die Gebäude und Einrichtungsgegenstände von seinen Vorfahren übernimmt, behutsam ausbaut und in sorgfältig gepflegtem Zustand an seine Kinder und Enkel weitergibt. Eine Entfremdung innerhalb der Familie wird auf diese Weise verhindert.